# انحياز لباكورة الابتكار
في نظرية انتشار المبتكرات، فإن انحياز لباكورة الابتكار أو التحيز المؤيد للابتكار (بالإنجليزية: Pro-innovation bias)‏ هو الاعتقاد بأن الابتكار ينبغي أن يعتمده المجتمع بأسره دون الحاجة إلى تغييره. ويكون لدى «بطل» أو «صاحب» الابتكار هذا التحيز القوي لصالح ابتكاره، وقد لا يرى محدوية ابتكاره أو نقاط ضعفه ويستمر في تعزيز ذلك. 

## مثال
بعد تطور العلم في خمسينيات القرن الماضي، ظهر تأييد عارم لاستخدام الطاقة الذرية، حيث اعتُقد أن جميع مولدات الطاقة ستعمل على الطاقة النووية. فكان من المتوقع أن يلغي هذا الاعتقاد الجدل القائم حول استخدام الأسلحة النووية، كما سيلغي الاعتماد على مصادر الطاقة التقليدية كالنفط والفحم. أي انتشرت فكرة عامة تدعي أن كل شيء في المستقبل سيستخدم مصادر الطاقة النووية، بطريقة إيجابية وإنتاجية أيضاً، كتشعيع الأغذية للحفاظ عليها لمدة أطول، أو تطور الطب النووي.
أي ظن الناس وقتها أن زمن الطاقة النووية قد أتى جالباً معه السلام والوفرة، حيث تؤمن الطاقة الذرية جميع الحاجات، من تحلية المياه لسد ظمأ العطشى إلى تشعيع الطعام لتغذية الجوعى، وصولاً إلى تزويد المركبات الفضائية بالوقود كي تكتشف الفضاء الخارجي. سيجعل كل ما سبق العصر الذري خطوة مهمة في التقدم التكنولوجي بالمجمل، تماماً كما حصل عندما تمكن الإنسان لأول مرة من صهر الحديد والبرونز، أو عندما بدأ الإنسان بالثورة الصناعية.
في عام 1986، أوضح روجر سميث، وهو الرئيس السابق لشركة جينيرال موتورز، التالي: “بحلول نهاية القرن، سنعيش في مجتمع الكتروني لا حاجة فيه إلى استخدام الأوراق ”. وحتى في أواخر القرن العشرين، ظهرت العديد من الآراء التي تتنبأ بمثل ذلك، لكن هذا التحول لمّا يحدث حتى الآن.